# پسیفیک پلسیدس (لس آنجلس)
پسیفیک پلسیدس، لس آنجلس (به انگلیسی: Pacific Palisades, Los Angeles) یک منطقهٔ مسکونی در ایالات متحده آمریکا است که در لس آنجلس واقع شده‌است.